# Seznam članov Mestnega sveta Mestne občine Maribor
Seznam članov Mestnega sveta Mestne občine Maribor je krovni seznam.

## Seznami
- seznam članov Mestnega sveta Mestne občine Maribor (1994-1998)
- seznam članov Mestnega sveta Mestne občine Maribor (1998-2002)
- seznam članov Mestnega sveta Mestne občine Maribor (2002-2006)
- seznam članov Mestnega sveta Mestne občine Maribor (2006-2010)